# Jiung
Choi Ji-Ung (Coreà: 최지웅, va néixer a Anyang, Corea del Sud el 7 d'octubre del 2001) és un cantant, raper, compositor, actor i ballarí sud-coreà. El 2020 va debutar com a integrant del grup P1Harmony sota la companyia FNC Entertainment.

## Biografia
Jiung va néixer a Anyang, Corea del Sud. La seva mare treballava de banquera i el seu pare treballava al National Tax Service (NTS). També té un germà petit.
Li agrada molt estar fora de casa, seure en bancs o caminar pels carrers. A més, quan va de viatge busca al Google quines activitats fer com quins menjars són típics del lloc a visitar. També li agrada molt anar de Tour i escriure cançons.
Els seus somnis de gran eren ser veterinari o cantant i si no fos cantant seria granger.
Una de les seves maneres d'alliberar estrès és somiar despert, així pot carregar energies creant el seu propi món al seu cap. Li té por a les paneroles.

## Carrera

### Pre-debut
L'any 2017 va entrar a la companyia de FNC Entertainment i va estar entrenant tres anys.
P1Harmony va participar en la pel·lícula "P1H: A New World Begins" sobre sis nois que venen del cel al planeta Terra per salvar-lo d'un virus. Aquesta pel·lícula va ser pensada per presentar al nou grup de música K-pop "P1Harmony" en un projecte de fusió sobre el K-pop i K-movies.

### 2020- Actualitat: Debut
- L'u de setembre del 2020, FNC Entertainment va anunciar el nom del nou grup de nois P1Harmony acompanyat d'un vídeo sobre presentació del seu logo.[11]
- L'any 2023 participa, juntament amb en Keeho, en un programa de Radio EBS anomenat 'Idol Korean'. Aquest programa introduirà la llengua i la cultura coreana als fans del K-pop que estiguin interessats en Corea del Sud.[12]Logo del grup P1Harmony

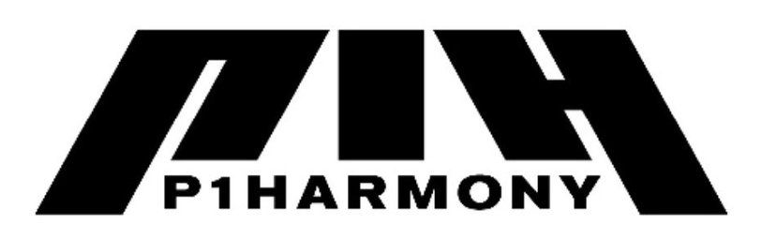
Logo del grup P1Harmony

L'any 2024 al Tour americà, UTOP1A i al festival KCON del Japó, no va poder assistir per un esquinç muscular a la cuixa -produït a l'actuació del Tour UTOP1A a Seül- amb la necessitat de rebre tractament durant unes tres setmanes.
El 7 de juny de 2025, el grup p1Harmony, anava a fer un concert a Badalona, Barcelona, a l'estadi Olimpic Arena de Badalona. No obstant això, per negligències de l'empresa KPOP FEST/UNIVERSE amb el promotor principal de WE ARE LOVE EXPERIENCE SL o també anomenat WE ARE LOVE INTERNATIONAL, al final alguns grups com P1Harmony, Wonho i d'altres van acabar cancel·lant el contracte.
- Aquesta empresa està associada amb empreses esotèriques com els seus sponsors: Khuyay Center (Sacred Valley Medicine), Centro de Desarrollo humano (Mente Poderosa), Consciencia Estelar, Healing with Debbie Davidson, Lizzy Energy, Portal to Ascension, Cosmos Evolution, Liberación Genética (Alberto Lozano), d'entre altres.[17]
- També els seus partners són empreses esotèriques com: Escuela La Transmutación, UFOPOLIS, Un Salto Cuántico, Terapeuta emocional, Luces en la Oscuridad, Testigo de Otro Mundo, Cazador de Misterios, Ciencia del Saber, d'entre altres.[17]

### Activitats en solitari
Per celebrar el dia del Nen a Corea del Sud, van gravar un vídeo sobre covers de cançons que escoltaven de petits portant una vestimenta semblant a la que portarien de petits. En aquest vídeo surten altres artistes com Hyunwoo del grup Xikers o Yewon del grup FIFTY FIFTY, però ell va gravar una cover en solitari sobre la cançó "One Thing" de One Direction.

## Discografia
Taula on podem veure un llistat de cançons, de la seva discografia, on ha participat en Jiung, evitant les que no hagi participat.
| Data       | Cançó                        | Artista   | Àlbum/ EP             | Lletra | Composició | Ref.   |
| Data       | Cançó                        | Artista   | Àlbum/ EP             | Crédit | Composició | Ref.   |
| ---------- | ---------------------------- | --------- | --------------------- | ------ | ---------- | ------ |
| 1-09-2020  | «Intro; 틀 (Breakthrough)»   | P1Harmony | DISHARMONY: STAND OUT | Sí     | No         | [ 20 ] |
| 1-09-2020  | «That's It»                  | P1Harmony | DISHARMONY: STAND OUT | Sí     | No         | [ 20 ] |
| 1-09-2020  | «Butterfly»                  | P1Harmony | DISHARMONY: STAND OUT | Sí     | No         | [ 20 ] |
| 20-04-2021 | «겁나니 (Scared)»            | P1Harmony | DISHARMONY: BREAK OUT | Sí     | No         | [ 21 ] |
| 20-04-2021 | «Reset»                      | P1Harmony | DISHARMONY: BREAK OUT | Sí     | No         | [ 21 ] |
| 20-04-2021 | «Pyramid»                    | P1Harmony | DISHARMONY: BREAK OUT | Sí     | No         | [ 21 ] |
| 20-04-2021 | «끝장내 (End It)»            | P1Harmony | DISHARMONY: BREAK OUT | Sí     | No         | [ 21 ] |
| 20-04-2021 | «If You Call Me»             | P1Harmony | DISHARMONY: BREAK OUT | Sí     | No         | [ 21 ] |
| 3-01-2022  | «That’$ Money»               | P1Harmony | DISHARMONY: FIND OUT  | Sí     | No         | [ 22 ] |
| 3-01-2022  | «Follow Me»                  | P1Harmony | DISHARMONY: FIND OUT  | Sí     | No         | [ 22 ] |
| 3-01-2022  | «Before The Dawn»            | P1Harmony | DISHARMONY: FIND OUT  | Sí     | No         | [ 22 ] |
| 20-06-2022 | «Different Song For Me»      | P1Harmony | HARMONY: ZERO IN      | Sí     | Sí         | [ 23 ] |
| 30-11-2022 | «배낭여행 (Better Together)» | P1Harmony | HARMONY: SET IN       | Sí     | Sí         | [ 24 ] |
| 8-05-2023  | «More Than Words»            | P1Harmony | HARMONY: ALL IN       | Sí     | Sí         | [ 25 ] |
| 5-02-2024  | «Everybody Clap»             | P1Harmony | 때깔 (Killin’ It)     | Sí     | No         | [ 26 ] |
| 5-02-2024  | «꿍꿍이 (Love Story)»        | P1Harmony | 때깔 (Killin’ It)     | Sí     | Sí         | [ 26 ] |
| 5-02-2024  | «Let Me Love You»            | P1Harmony | 때깔 (Killin’ It)     | Sí     | No         | [ 26 ] |
| 5-02-2024  | «I See U»                    | P1Harmony | 때깔 (Killin’ It)     | Sí     | Sí         | [ 26 ] |
| 20-09-2024 | «SAD SONG»                   | P1Harmony | SAD SONG              | Sí     | No         | [ 27 ] |
| 20-09-2024 | «It’s Alright»               | P1Harmony | SAD SONG              | Sí     | No         | [ 27 ] |
| 20-09-2024 | «Last Call»                  | P1Harmony | SAD SONG              | Sí     | No         | [ 27 ] |
| 20-09-2024 | «Welcome To»                 | P1Harmony | SAD SONG              | Sí     | No         | [ 27 ] |
| 20-09-2024 | «All You»                    | P1Harmony | SAD SONG              | Sí     | No         | [ 27 ] |
| 20-09-2024 | «SAD SONG (English Version)» | P1Harmony | SAD SONG              | Sí     | No         | [ 27 ] |
| 8-05-2025  | «DUH!»                       | P1Harmony | DUH!                  | Sí     | No         | [ 28 ] |
| 8-05-2025  | «Pretty Boy»                 | P1Harmony | DUH!                  | Sí     | No         | [ 28 ] |
| 8-05-2025  | «Flashy»                     | P1Harmony | DUH!                  | Sí     | Sí         | [ 28 ] |

### Singles
| Any  | Cançó                                             | Publicació | Ref.   |
| ---- | ------------------------------------------------- | ---------- | ------ |
| 2021 | 사진작가 - Photographer                           | Soundcloud | [ 30 ] |
| 2021 | 내려와 - Like Snow (ft.Tag)                       | Soundcloud | [ 32 ] |
| 2022 | Drive                                             | Soundcloud | [ 34 ] |
| 2022 | 잘 모르겠어요 - I don't really know               | Soundcloud | [ 35 ] |
| 2022 | I’ll stay                                         | Soundcloud | [ 36 ] |
| 2023 | Enough                                            | Soundcloud | [ 37 ] |
| 2024 | No need to be happy all the time                  | Soundcloud | [ 39 ] |
| 2024 | 망가진것들 - The Broken One / QM (KOR), ft. Jiung | Soundcloud | [ 40 ] |
| 2024 | 마음은 식어 추억으로 굳어요                       | Soundcloud | [ 41 ] |

### Covers
| Any  | Cançó                                                            | Artista original                    | Presentació                                     | Ref.   |
| ---- | ---------------------------------------------------------------- | ----------------------------------- | ----------------------------------------------- | ------ |
| 2021 | Girlfriend                                                       | Avril Lavigne                       | Fan Meeting                                     | [ 42 ] |
| 2021 | There’s Nothing Holdin’ Me Back                                  | Shawn Mendes                        | Youtube                                         | [ 43 ] |
| 2021 | All of me (ft. Keeho)                                            | John Legend                         | VLive                                           | [ 44 ] |
| 2021 | 과거 현재 미래 - Then, Now and Forever (ft. Keeho, Theo & Intak) | CNBLUE                              | Youtube                                         | [ 45 ] |
| 2021 | Aquaman (ft. P1Harmony)                                          | Beenzino                            | Soundcloud                                      | [ 46 ] |
| 2021 | 죽겠다 - KILLING ME                                              | iKON                                | Youtube                                         | [ 47 ] |
| 2021 | Miss Sulan is Getting Married?                                   | Wu Bai                              | VLive                                           | [ 48 ] |
| 2022 | 첫 눈 - The First Snow (ft. Theo)                                | EXO                                 | Youtube                                         | [ 49 ] |
| 2022 | Angel 2 Me (ft. Keeho)                                           | 맥케이 (McKay), (Duet. Jeff Bernat) | Soundcloud                                      | [ 50 ] |
| 2023 | The Way That I Want you                                          | No Guidence                         | Youtube                                         | [ 51 ] |
| 2023 | Holy                                                             | Justin Bieber                       | WV Live                                         | [ 52 ] |
| 2023 | Last Christmas Acapella ver.                                     | Wham!                               | Soundcloud                                      | [ 53 ] |
| 2023 | Love Never Felt So Good (ft. Keeho & Soul)                       | Michael Jackson                     | P1oneer                                         | [ 54 ] |
| 2024 | Baby                                                             | Justin Bieber                       | Utop1a                                          | [ 55 ] |
| 2024 | I Am You, You Are Me                                             | Zico                                | Come to Our Secret Room al programa 'it's Live' | [ 56 ] |
| 2024 | Lemonade                                                         | Jeremy Passion                      | Youtube                                         | [ 57 ] |
| 2024 | Can’t Take My Eyes off You                                       | Joey Stamper                        | Youtube                                         | [ 58 ] |
| 2024 | Nothing                                                          | Bruno Major                         | Youtube                                         | [ 57 ] |
| 2024 | Off my face (ft. Theo)                                           | Justin Bieber                       | Youtube                                         | [ 57 ] |
| 2024 | Good Thing (ft. Keeho)                                           | Zedd, Kehlani                       | Fan Meeting                                     | [ 59 ] |
| 2024 | 눈, 코, 입 - Eyes Nose Lips (ft. Theo)                           | TAEYANG                             | Soundcloud                                      | [ 60 ] |
| 2024 | Shinunoga E-Wa 死ぬのがいいわ                                    | Fujii Kaze                          | Soundcloud                                      | [ 61 ] |
| 2024 | Happy                                                            | DAY6                                | OLYMP1ece                                       | [ 62 ] |
| 2025 | One Thing                                                        | One Direction                       | Youtube                                         | [ 19 ] |
| 2025 | Nothing's Gonna Change My Love For You                           | George Benson                       | Youtube                                         | [ 63 ] |